# Eurytoma lepidopterae
Eurytoma lepidopterae är en stekelart som beskrevs av Jean Risbec 1951. Eurytoma lepidopterae ingår i släktet Eurytoma och familjen kragglanssteklar.
Artens utbredningsområde är:
- Kamerun.
- Senegal.

Inga underarter finns listade i Catalogue of Life.